# Venatio

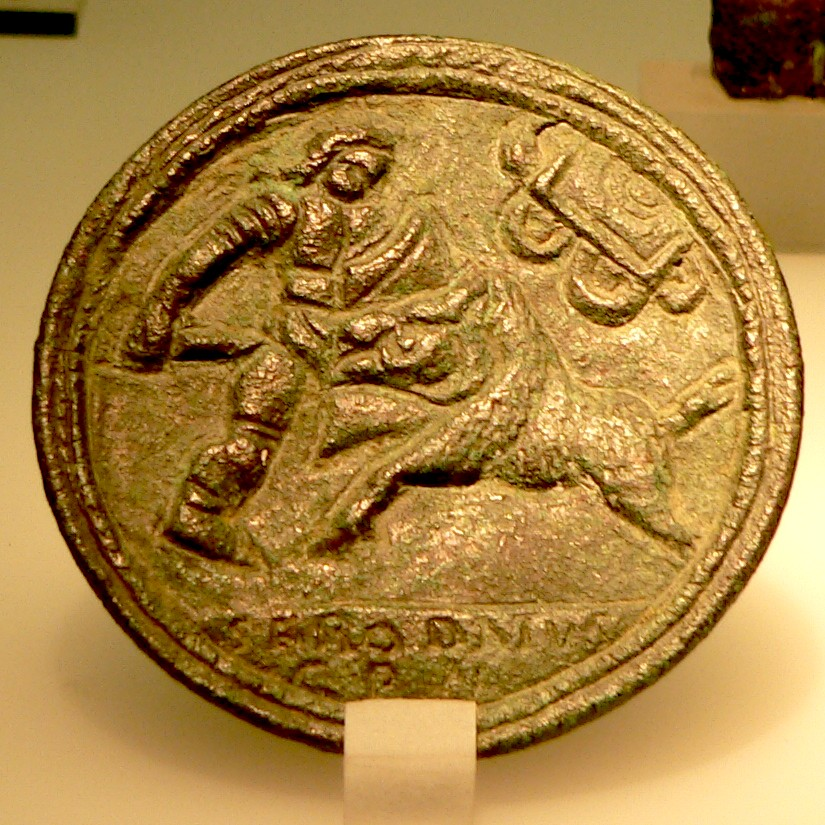
Medallón de bronce con la figura de un hombre luchando contra un animal salvaje (venatio).

Venatio, en la Antigua Roma, es el nombre que recibían los espectáculos que se celebraban en el circo o en el anfiteatro y en el que intervenían animales exóticos y salvajes, dentro de la celebración de los ludi (juegos) romani.

## Sobre losludi

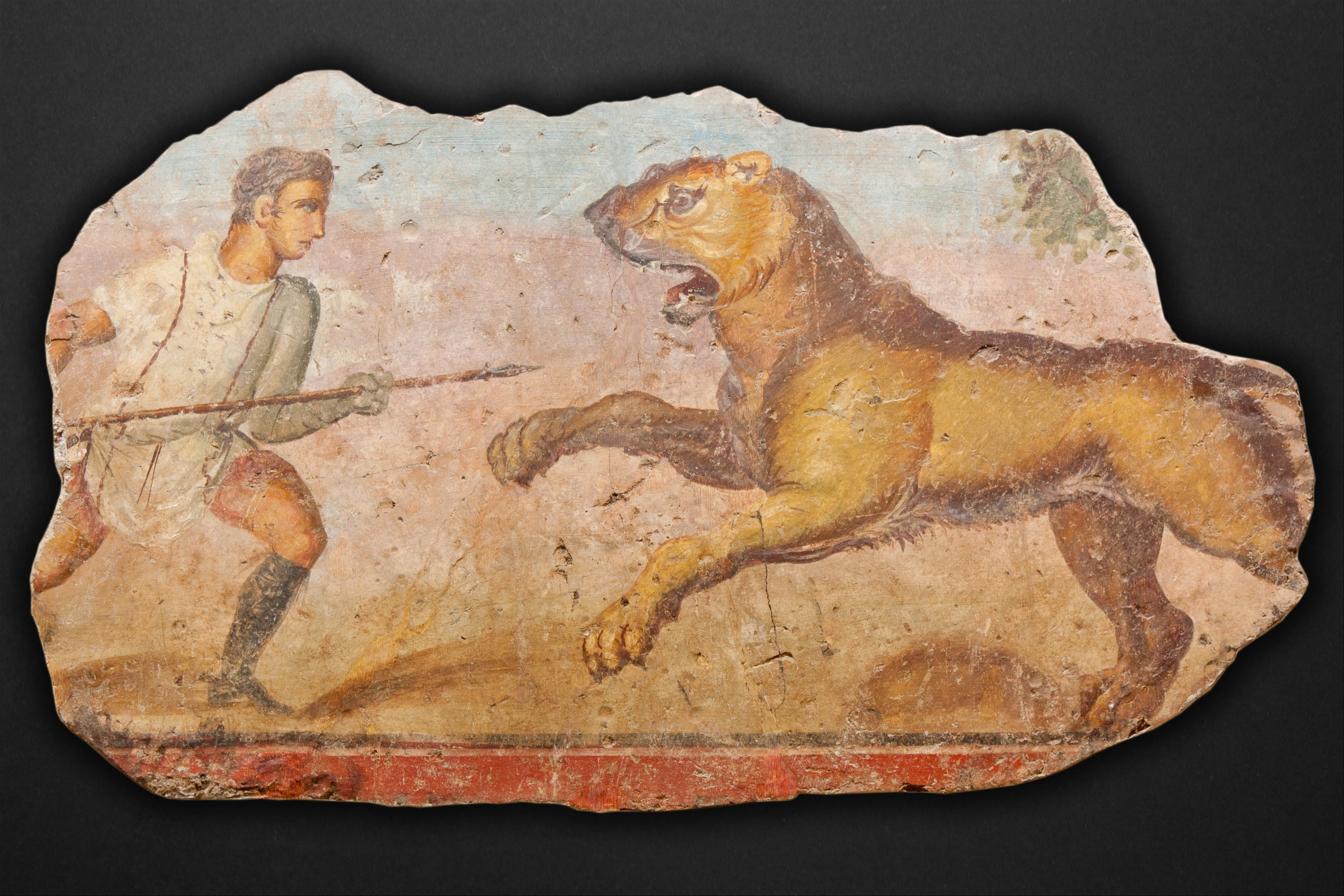
Fresco que describe una venatio, hallada en el Anfiteatro de Mérida y expuesta en el Museo Nacional de Arte Romano de la misma ciudad.

A la sociedad romana en general le apasionaba los juegos. En época imperial el teatro, anfiteatro o circo son lugares donde se daba rienda suelta a la vox populi. Los principales espectáculos públicos, los ludi, que tienen un origen pagano y sólo pueden darse en las fechas de festividades religiosas, podían ser de varios tipos (circenses, scaenici, gladiatori, naumaquias, venationes). Inicialmente sólo tendrían lugar en Roma. Pero en el proceso de romanización se van implantando en otros lugares de la misma forma que en la capital del Imperio. El que organiza los juegos es un magistrado en función, edil y/o cónsul. Igual sucede en las provincias, que son organizados por los quattorviros, con el consentimiento de la curia.
Además de los ludi oficiales existían los ludi libres, es decir, que cualquier persona podía organizar y pagar los juegos, estos son los munerarius, personas con poder económico que pretenden granjearse el favor de la población en un acto de evergetismo, sufragando el coste de algo público (organizar los juegos, construcción de un acueducto, termas, arreglos públicos…) de su bolsillo y por voluntad propia, con la segunda intención de la popularidad. Esto se hace con unas límitaciones: los ludi libres no pueden ser más espectaculares, ni durar más que los ludi oficiales. Todos tienen un lugar concreto y los más sencillos de llevar a cabo son los ludi scaenici, que se llevan a cabo en el teatro, siendo este recinto es el que más encontramos, así como el más barato. No tan extendido estaba el anfiteatro, en él se llevan a cabo las venationes. El circo y el anfiteatro quedarían reservados para lugares con una alta consideración político–administrativa. Los juegos circenses también eran una forma de demostrar el poder, dependiendo de quienes pisaran la arena.

## El uso de fieras en losludideHispaniaRomana
Las fuentes literarias antiguas referentes a la celebración de ludi en la Hispania romana son escasas. De hecho, solamente mencionan que en Carthago- Nova en el año 206 a C. Escipión el Africano organizó un munus gladiatorium en memoria de su padre y de su tío, en el que no participaron gladiadores profesionales, sino que pelearon de forma voluntaria y gratuita guerreros hispanos para mostrar su valor o para honrar al general. En Gades en el año 44-43 a. C. Balbo el Menor financió unos ludi, y que en Caesaraugusta en el año 504 se celebró un espectáculo en el circo.

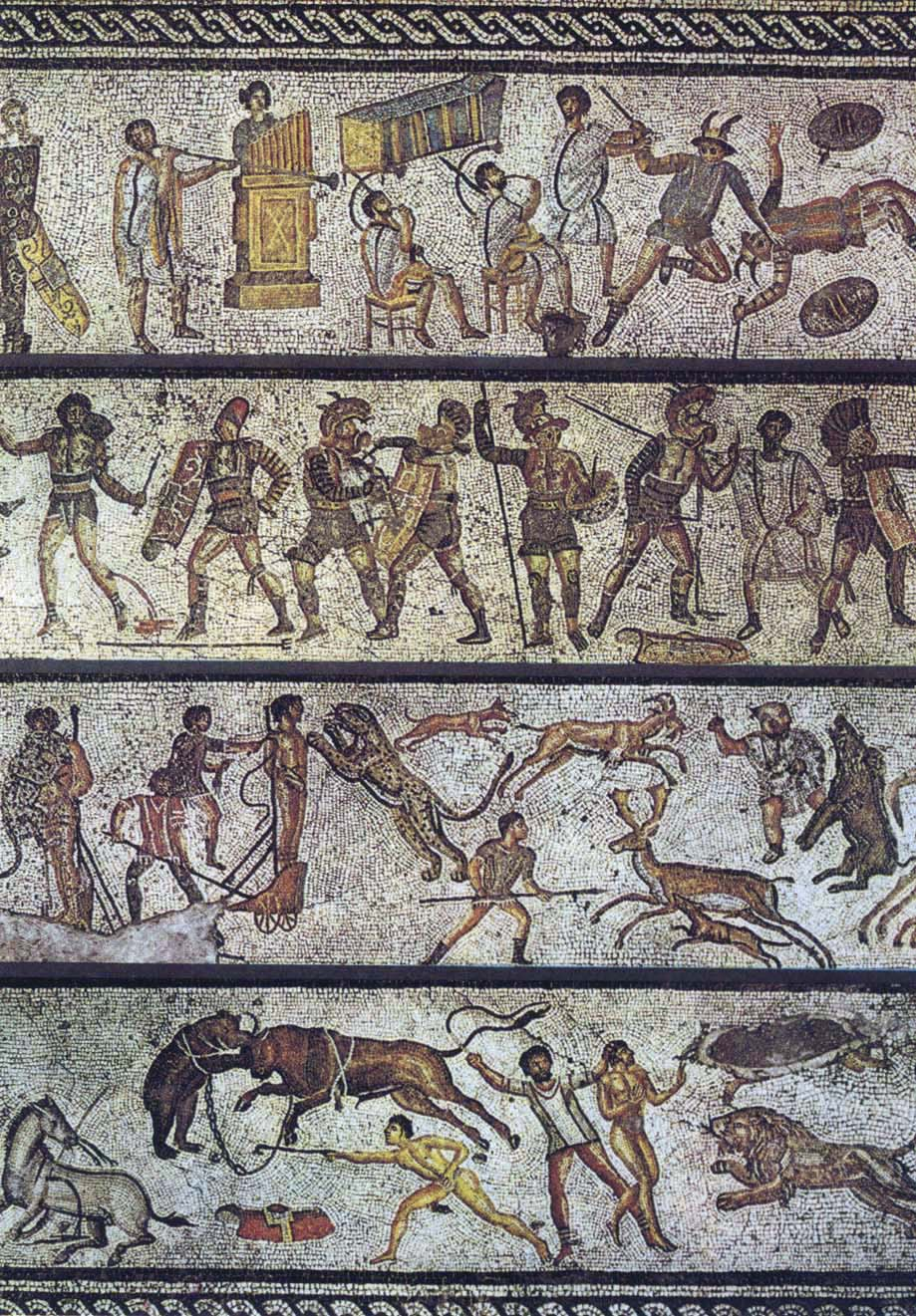
Mosaico escena de gladiadores y bestiarii

## Lasvenationes
Estos espectáculos, tenían lugar por la mañana, dentro de los ludi matutini (“a partir del alba”, según Suetonio), en unas horas que el romano dedica a desarrollar sus actividades y eran un aperitivo de lo que solían ser los juegos gladiatorios, por lo que eran considerados inferiores a estos.
Fueron introducidos oficialmente en Roma por Fulvio Nobilior con motivo de la victoria romana sobre los etolios (186 a C.)., pero ya se habían popularizado a partir de la batalla de Zama (202 a C..), ocasión propicia para la captura de fieras africanas. Las venationes eran protagonizadas por un grupo especial de luchadores llamados uenatores o bestiarii y podían ser de varios tipos:
- Simples exhibiciones en las que fieras domesticadas ejecutaban cosas insólitas: panteras arrastrando dócilmente un carro, leones que depositaban liebres en el suelo sin hacerles daño, tigres lamiendo la mano del domador, elefantes arrodillados ante el palco del emperador.[5]
- Duelo a muerte entre bestias feroces. A menudo, se hostigaba la natural ferocidad de las bestias atándolas por parejas, lanzándoles muñecos de tela roja o azuzándolas con fuego o pinchos.[6]
- Venación o cacería. Participaban bestiarios (bestiarii) y cazadores (venatores). Los bestiarios disfrutaban de una consideración social similar a la de los gladiadores e iban armados con cuchillo o venablo; los cazadores gozaban de una posición superior. Solían proceder de África y practicaban en la arena las artes cinegéticas de su país de origen.
- Condenados a las bestias (damnatio ad bestias). Eran personas que debían purgar sus culpas pereciendo en la arena entre las garras de las fieras. Inermes, eran empujadas hacia los animales por ayudantes que les enfurecían con muñecos, trapos, pinchos, etc. El origen de tal castigo pudo ser cartaginés.[7] Se aplicó a los cristianos durante las persecuciones.

Los uenatores no eran tan apreciados como los gladiadores; de hecho, apenas se conservan epitafios que se refieran a ellos. En Hispania sólo están documentados unos harenarii que trabajarían en el anfiteatro de Itálica, los cuales aparecen como oferentes de la lápida sepulcral de un insignarius que, en este caso, se refiere al responsable de cuidar o proveer las armas a estos uenatores del anfiteatro más que al soldado que portaba las insignias.

## Los animales
Procedían de todos los confines del imperio, enviándose por tierra o por mar con ayuda de los gobernadores provinciales. Muchos de ellos eran capturados en las extensas haciendas de ciudadanos romanos afincados en Asia y África. Las bestias africanas fueron consideradas elementos necesarios en los espectáculos y uenationes del anfiteatro. Columela narra que un tío suyo, Marcos Columela, admirado del colorido de un lote de carneros africanos que unos munerarii habían traído a Gades, los compró para emparejarlos con sus ovejas de lana fina. Los carneros adquiridos por el tío de Columela estaban destinados originalmente al anfiteatro, y a tenor del relato parece indicar que Gades era un lugar especializado en la importación y distribución de fieras africanas, lo que no resultaría impropio considerando el papel de la vieja colonia fenicia en la explotación de los recursos naturales de África y los vínculos humanos, culturales y legales existentes entre ambas orillas del Estrecho de Gibraltar

## El comercio de fieras
Como estos espectáculos venatorios no se celebraban solamente en Roma, sino en todas las grandes y pequeñas ciudades, para poder reunir las fieras necesarias había que organizar constantemente cacerías a gran escala; unas veces, las fieras eran suministradas directamente a los organizadores de las fiestas, y otras veces a los comerciantes que se dedicaban a comprarlas y a venderlas. El coste de la uenatio estaría en relación con el valor de las fieras compradas para el espectáculo, pues no era lo mismo traer leones desde África (más caros, debido a los altos costos de su transporte) que comprar osos, jabalíes o toros a los cazadores de la comarca. Además, el largo viaje determinaba que muchos animales llegasen moribundos. En cuanto a posibles proveedores de fieras para un anfiteatro tenemos a un circumgestator de Carthago Nova y un possessor leopardorum que mercadeaba por el Guadalquivir. Aunque estas profesiones son de dudosa interpretación.